# Pape Mamadou Diouf
Pape Mamadou Diouf (ur. 31 grudnia 1982 w Dakarze) – senegalski piłkarz grający na pozycji bramkarza.

## Kariera klubowa
Karierę piłkarską Diouf rozpoczął w klubie ASC Jeanne d’Arc z Dakaru. W 2003 roku zadebiutował w jego barwach w pierwszej lidze senegalskiej. W Jeanne d’Arc grał do 2007 roku i wtedy też odszedł od francuskiego FC Montceau Bourgogne z czwartej ligi. Po rozegraniu 2 meczów odszedł do Sportingu Toulon Var w 2008 roku, ale i tam wystąpił dwukrotnie. W połowie 2008 roku wrócił do ASC Jeanne d’Arc. Następnie grał w Vesoul HSF i ponownie w ASC Jeanne d’Arc. W 2012 trafił do US Saint-Vit.

## Kariera reprezentacyjna
W reprezentacji Senegalu Diouf zadebiutował w 2004 roku. W 2006 roku był rezerwowym bramkarzem dla Tony’ego Sylvy podczas Pucharu Narodów Afryki 2006.